# Revista El Gráfico (Colombia)
La revista ilustrada El Gráfico fue una revista colombiana fundada el 20 de julio de 1910 y finalizó en el año 1941. Sus creadores fueron los tipógrafos Abraham Cortés Martínez quien fue su fundador principal y Alberto Sánchez (Quien dirigió la revista hasta el año 1915). La revista ilustrada El Gráfico fue pionera, en la historia de las publicaciones colombianas, en el uso de fotografía en blanco y negro para ilustrar sus páginas.

## Contexto histórico
La revista ilustrada El gráfico germinó en el mes de julio durante las fiestas del centenario de la independencia de Colombia, su primera revista comenzó a circular el 24 de julio de 1910 con una portada de Simón Bolívar, En su primera etapa, esta era una revista que contenía dibujos, historias, información general, literatura y variedades para sus lectores, ganando de esta manera una gran influencia política y cultural para ese entonces esta revista estaba más que todo dirigida hacia un público de clase media quienes se sentían más cómodos leyendo a autores nacionales como Jorge Bayona y Eduardo Castillo, aunque cabe destacar, que también se incluyeron textos de autores extranjeros como Gabriela Mistral y Amado Nervo por otro lado, la revista no se enfocaba únicamente en lectoras, sino a un público más generalizado y diversificado, esto se puede evidenciar en sus diversos artículos que abarcaban desde los viajes a Marte hasta reseñas de obras teatrales
El gráfico como una de las sensaciones del momento fue testigo de muchos acontecimientos históricos del mundo, esto fue un hecho importante, ya que ayudó a los Bogotanos a tener una mejor perspectiva del mundo, alejándolos de la información tradicional que únicamente se basaba en noticias locales, esto significó una nueva era de las revistas colombianas hacia la modernidad.
Entre los años 1925 y 1941 comenzó su segunda etapa. que significó el cambio en la manera de la presentación de los cuentos, en 1927 luego de la muerte de Abraham Cortés, los dibujos que eran más que todo de tipo artístico pasaron a tener una concepción más moderna, también poco a poco se incluyeron más las imágenes y el uso de collage, caricaturas y fotogramas, se abrió una sección dedicada hacía hacia las mujeres, cada vez más se agregaba información sobre el mundo de Hollywood y se hacían escasas las reseñas literarias y teatrales, cambiando a una visión más comercial y de entretenimiento
Finalmente el 14 de junio de 1941 fue publicado el titular número 1523 el cual corresponde al último, la revista termina con el siguiente mensaje: "TRANSITORIA SUSPENSIÓN: La absoluta escasez de los elementos usados en las artes editoriales, y la necesidad en que nos hallamos de preparar un recinto más amplio y cómodo para nuestra empresa, nos obligan a suspender transitoriamente la publicación de El Gráfico. Días mejores vendrán en que la importación de materiales no estará sujeta a las limitaciones y vicisitudes actuales, y para entonces tendremos la oportunidad feliz de ofrecer a nuestros favorecedores una revista dotada de todos los elementos que la hagan acreedora a la estimación y la confianza de que ha gozado hoy. Por esta momentánea suspensión pedimos excusas a nuestros anunciadores y lectores".  (Andrés Delgado, 2010, p. 29), hoy en día se cree que el final de la revista está vinculado con la Segunda Guerra Mundial, ya que las tintas y papeles que se usaban eran provenientes de Europa.

### Abraham Cortés
- Abraham Cortés Martínez, hijo de Hermógenes Cortés y Mercedes Martínez, nació el 16 de marzo de 1882 en la Mesa (Cundinamarca), y fue bautizado en este mismo lugar a sus tres días de nacido.[3]
- Abraham estudió derecho en la universidad del Rosario, pero en vez de ejercer su carrera se dedicó al mundo de la impresión y la tipografía junto a sus hermanos Abdías y Césareo, que años después serían sus socios con su empresa editorial y tipográfica.[3]
- En 1917 se casó con Elisa Castro Montejo con quien tuvo tres hijos, Jaime, María Elisa y Guillermo.[3]
- A lo largo de su vida su empresa se destacó notablemente como tipografía, editorial y papelería, “Importaba materiales del exterior, principalmente de Europa, tales como lápices, sellos de caucho, estuches para sellos, cajas de papel, tintas de escribir y para dibujo, plumas, portaplumas, escuadras, cajas de matemáticas, pinceles, borradores, tarjetas y máquinas de escribir. Incluso importó mobiliario de oficina y escritorios fabricados en Alemania” (Andrés Delgado, 2010, p. 25).[3]
- Falleció en Alemania en septiembre de 1927 debido a un derrame cerebral con tan solo 45 años.[3]

## Índice analítico de artículos.
La siguiente lista es de las publicaciones encontradas en la Biblioteca Nacional de Colombia de la revista El Gráfico.
- Martínez, F. (1922). Del Álbum de la Patria. El Gráfico Bogotá Vol. 22 no.1135.
- Muñoz, G. (1929). Diez y nueve años. El Gráfico Bogotá vol. 17 no. 938.
- Soler, F. (1930). De Fernando Soler. El Gráfico Bogotá Vol. 21 no.1001.
- Mejía, A. (1930). Revista de libros. El Gráfico Bogotá Vol. 21 no.1002.
- Ochoa, L. (1930). Revista de libros, Dollero Adolfo. El Gráfico Bogotá Vol. 21 no.1003.
- Ramírez, N. (1933). Álbum de la Patria. El Gráfico Bogotá Vol. 22 no.1155.
- Quijano, J. (1933). Del Álbum de la Patria. El Gráfico Bogotá Vol. 22 no.1142.
- Blanco, P. (1933). Del Álbum de la Patria. El Gráfico Bogotá Vol. 22 no.114.
- Caballero L. (1933). Del Álbum de la Patria. El Gráfico Bogotá Vol. 22 no.1128.
- Carreño, P.M. (1933). Del Álbum de la Patria. El Gráfico Bogotá Vol. 22 no.1136.
- García, J.C. (1933). Del Álbum de la Patria. El Gráfico Bogotá Vol. 22 no.1138
- Vásquez, R. (1933). Del Álbum de la Patria. El Gráfico Bogotá Vol. 22 no.1139
- Grillo, M. (1933). Del Álbum de la Patria. El Gráfico Bogotá Vol. 22 no.1126.
- Bermúdez, J.A (1933). Del Álbum de la Patria. El Gráfico Bogotá Vol. 22 no.1141.
- Forero, C. (1933). Del Álbum de la Patria. El Gráfico Bogotá Vol. 22 no.1143.
- Cuervo, L.A. (1933). Del Álbum de la Patria. El Gráfico Bogotá Vol. 22 no.1145.
- Sawadsky, A. (1933). Del Álbum de la Patria. El Gráfico Bogotá Vol. 22 no.1148.
- Villegas, A. (1933). Del Álbum de la Patria. El Gráfico Bogotá Vol. 22 no.1149.
- Uregui, A.J. (1933). Del Álbum de la Patria. El Gráfico Bogotá Vol. 22 no.1153.
- Alvarez, J. (1933). Del Álbum de la Patria. El Gráfico Bogotá Vol. 22 no.1154.
- Fernández, M. (1933). Del Álbum de la Patria. El Gráfico Bogotá Vol. 22 no.1156.
- Maya, R. (1933). Del Álbum de la Patria. El Gráfico Bogotá Vol. 22 no.1157.
- Puyo, C. (1933). Del Álbum de la Patria. El Gráfico Bogotá Vol. 22 no.1158.
- Guzmán, E. (1933). Del Álbum de la Patria. El Gráfico Bogotá Vol. 22 no.1159.
- Gómez, A. (1933). Del Álbum de la Patria. El Gráfico Bogotá Vol. 22 no.1160.
- Bayona, N. (1933). Del Álbum de la Patria. El Gráfico Bogotá Vol. 22 no.1161.
- Bustamante, F. (1933). Del Álbum de la Patria. El Gráfico Bogotá Vol. 22 no.1162.
- Uribe, H. (1933). Del Álbum de la Patria. El Gráfico Bogotá Vol. 22 no.1163.
- Zuleta, E. (1933). Del Álbum de la Patria. El Gráfico Bogotá Vol. 22 no.1164.
- Botero, R. (1933). Del Álbum de la Patria. El Gráfico Bogotá Vol. 22 no.1166.
- Olano, R. (1933). Del Álbum de la Patria. El Gráfico Bogotá Vol. 22 no.1168.
- Monsalve, J.D. (1933). Del Álbum de la Patria. El Gráfico Bogotá Vol. 22 no.1170.
- Mejía, A. (1933). Del Álbum de la Patria. El Gráfico Bogotá Vol. 22 no.1171.
- Samper, D. (1933). Del Álbum de la Patria. El Gráfico Bogotá Vol. 22 no.1172.
- Bayona, J. (1933). Del Álbum de la Patria. El Gráfico Bogotá Vol. 22 no.1172.
- Santos, G. (1933). Del Álbum de la Patria. El Gráfico Bogotá Vol. 22 no.1179.
- Cortés, C. (1933). Del Álbum de la Patria. El Gráfico Bogotá Vol. 22 no.1183.
- Arango, D. (1933). Del Álbum de la Patria. El Gráfico Bogotá Vol. 13 no.1186.
- Pradilla, J. (1933). Del Álbum de la Patria. El Gráfico Bogotá Vol. 22 no.1130.
- Mora, L.M. (1933). Del Álbum de la Patria. El Gráfico Bogotá Vol. 22 no.1147.
- López, M. (1933). Del Álbum de la Patria. El Gráfico Bogotá Vol. 22 no.1129.
- Arango, C. (1933). Del Álbum de la Patria. El Gráfico Bogotá Vol. 22 no.1131.
- Jaramillo E. (1933). Del Álbum de la Patria. El Gráfico Bogotá Vol. 22 no.1134.
- Bonilla, M.A. (1933). Del Álbum de la Patria. El Gráfico Bogotá Vol. 22 no.1137.
- Vernaza, J.I. (1933). Del Álbum de la Patria. El Gráfico Bogotá Vol. 22 no.1172.
- García, N.(1933). Del Álbum de la Patria. El Gráfico Bogotá Vol. 22 no.1178.
- Páez, L.C. (1933). Del Álbum de la Patria. El Gráfico Bogotá Vol. 22 no.1146.
- Bravo, C. (1934). Del Álbum de la Patria. El Gráfico Bogotá Vol. 13 no.1189.
- Arrubla, G. (1934). Del Álbum de la Patria. El Gráfico Bogotá Vol. 13 no.1188.
- Restrepo, A. (1935). Fecha memorable: la celebración de las bodas de plata. El Gráfico Bogotá Vol.25 no.1239.
- Aguilera, M. (1935). Aporte del Gráfico a la narración histórica. El Gráfico Bogotá Vol.25 no.1239.
- Hugo, V. (1935). Página poética: tres años después, 1846. Revista El Gráfico Bogotá Vol.24 no.1229.
- La prensa capitalina y nuestro número extraordinario. (1935). El Gráfico Bogotá Vol.25 no.1240.